# Morancez
Morancez település Franciaországban, Eure-et-Loir megyében. Lakosainak száma 1927 fő (2022. január 1.). Morancez Ver-lès-Chartres, Barjouville, Le Coudray, Gellainville, Berchères-les-Pierres, Corancez és Luisant községekkel határos.

## Népesség
A település népességének változása:
| Lakosok száma | 570  | 1169 | 1692 | 1531 | 1664 | 1715 | 1836 | 1899 | 1908 | 1927 |
|               | 1968 | 1982 | 1990 | 2006 | 2013 | 2015 | 2017 | 2019 | 2020 | 2022 |